# Съдиево (област Бургас)
 За другото българско село вижте Съдиево (Област Сливен).  
Съдѝево е село в Югоизточна България, община Айтос, област Бургас.

## География
Село Съдиево се намира на около 7 km югоизточно от общинския център град Айтос и има непосредствена връзка с минаващия през Айтос към Бургас първокласен Подбалкански път. Разположено е в Айтоската котловина, с източната си част – в полите на югоизточно крайно възвишение от Айтоската планина. През Съдиево тече левият приток на Айтоска река – Съдиевска река, на която северно от селото има два малки язовира (микроязовира) – „Съдиево 1“ с площ около 28 ha и „Съдиево 2“ с площ около 6 ha. Надморската височина в най-южния край на селото край Подбалканския път е около 109 m, нараства до 140 – 150 m в северния край и до 150 – 160 m – в източния. Почвата в землището е подходяща за отглеждане на разнообразни земеделски култури.

## История
След края на Руско-турската война 1877 – 1878 г., по Берлинския договор селото остава на територията на Източна Румелия. От 1885 г. – след Съединението, то се намира в България с името Кадъ̀ кьой. Преименувано е на Съдиево през 1934 г. По време на османското владичество на едно от възвишенията се е намирал турският съд, където кадията решавал граждански спорове и съдел за престъпления. Оттам селото е взело името си Кадъ̀ Кьой, преведено впоследствие на български език като Съдиево.
През 1878 г. в село Съдиево е създадено училище, както и училищно настоятелство. В Държавния архив – Бургас се съхраняват документи на/за Народното основно училище – село Съдиево, Бургаско от периода 1922 – 1942 г. Училището е закрито (предполагаемо през 1942 г.).
През 1950 г. е учредено Трудово кооперативно земеделско стопанство (ТКЗС) „Неделчо Караиванов“ – с. Съдиево, Бургаско, съхраняваната документация на/за което е от периода 1950 – 1958 г., през който период стопанството съществува самостоятелно. Между 1958 г. и 1984 г. то вероятно преминава в състава на характерните за този период структури обединено ТКЗС и АПК, след което информацията в архива сочи следните му организационни форми и съответни периоди на документацията за тях:
- Животновъдно-фуражна бригада – с. Съдиево, Бургаско (1984 – 1989);
- ТКЗС „Неделчо Караиванов“ – с. Съдиево, Бургаско (1990 – 1991);
- Земеделска кооперация (ЗК) – с. Съдиево, Бургаско (1991 – 1992) и последно
- Ликвидационен съвет на Земеделска кооперация – с. Съдиево, Бургаско (1992 – 1995).

## Население
Населението на село Съдиево наброява 933 души към 1934 г. и 1027 – към 1946 г., след което постепенно намалява до 353 души (по текущата демографска статистика за населението) към 2018 г.

### Етнически състав
Преброяване на населението през 2011 г.
Численост и дял на етническите групи според преброяването на населението през 2011 г.:
|                     | Численост |
| Общо                | 374       |
| Българи             | 360       |
| Турци               | -         |
| Цигани              | 4         |
| Други               | -         |
| Не се самоопределят | -         |
| Неотговорили        | 7         |

## Религии
В село Съдиево се изповядва православно християнство.

## Обществени институции
Село Съдиево към 2020 г. е център на кметство Съдиево.
В селото към 2020 г. има:
- действащо читалище „Христо Ботев – 1928 г.“;[13]
- действаща само на големи религиозни празници православна църква „Света Богородица“;[14]
- пощенска станция.[15]

## Културни и природни забележителности

### Минерална вода
В покрайнините на Съдиево има извор на минерална вода с лечебни свойства. Водата помага за болести на отделителната система, при опорно-двигателни затруднения, при ендокринни болести. Подходяща е за всекидневна употреба като питейна вода. Водата извира с голям дебит, каптирана е и тръби я отвеждат до селото. Там тя се използва в селската баня, която е едновременно и обществена пералня. Пред общината на селото има чешма, от която всеки, който иска може да си налее от лековитата вода.

### Памет
В градинка до църквата в селото, на централния площад, има изграден от дялан камък монумент с мраморна плоча с имената на загиналите в Отечествената война 1944 – 1945 г. На паметника има надпис „В борбата против капитализма и фашизма от с. Съдиево загинаха“ и списък на загиналите.